# Leucophora liaoningensis
Leucophora liaoningensis este o specie de muște din genul Leucophora, familia Anthomyiidae, descrisă de Zhang în anul 1998. Conform Catalogue of Life specia Leucophora liaoningensis nu are subspecii cunoscute.